# 吉蓮·邰蒂
吉蓮·邰蒂 （英語：Gillian Tett，1967年7月10日—）是英國作家和英國金融時報的記者，她是美國編輯委員會主席和一般編輯。她撰寫了關於金融商品的文章，這是2007年第四季開始的金融危機之一部分原因，例如債務擔保證券、信用違約交換、結構性投資工具、不動產抵押投資渠道信託和特殊目的實體。她因早期警告金融危機迫在眉睫而聞名。